# Ucluelet
Ne doit pas être confondu avec Première Nation Ucluelet.
Ucluelet est une municipalité de district de la Colombie-Britannique située dans le district régional de Alberni-Clayoquot.

## Démographie
| 2001  | 2006  | 2011  | 2016  |
| ----- | ----- | ----- | ----- |
| 1 559 | 1 487 | 1 627 | 1 717 |

## Climat
| Mois                                  | jan.      | fév.     | mars      | avril   | mai     | juin     | jui.      | août     | sep.     | oct.      | nov.    | déc.      | année        |
| ------------------------------------- | --------- | -------- | --------- | ------- | ------- | -------- | --------- | -------- | -------- | --------- | ------- | --------- | ------------ |
| Température minimale moyenne (°C)     | 2,6       | 1,8      | 2,8       | 4,3     | 6,7     | 9,2      | 10,9      | 11       | 9,2      | 6,4       | 4       | 2,6       | 6            |
| Température moyenne (°C)              | 5,5       | 5,5      | 6,6       | 8,4     | 10,9    | 13,2     | 15        | 15       | 13,7     | 10,2      | 7,2     | 5,5       | 9,7          |
| Température maximale moyenne (°C)     | 8,4       | 9,2      | 10,3      | 12,4    | 15      | 17,1     | 19        | 19,1     | 18,2     | 13,9      | 10,4    | 8,5       | 13,5         |
| Record de froid (°C) date du record   | −9 1996   | −11 1989 | −4,5 1989 | −2 1997 | −1 2002 | 2,5 1991 | 5 1999    | 5,5 1999 | 1,5 1992 | −3 2002   | −6 2003 | −9,5 1990 | −11 4/2/1989 |
| Record de chaleur (°C) date du record | 16,5 2001 | 19 1992  | 23,5 2019 | 24 2004 | 28 2005 | 36 2021  | 33,5 1996 | 32 2021  | 27 1989  | 26,5 1996 | 17 1997 | 16,5 2003 | 36 28/6/2021 |
| Précipitations (mm)                   | 501,8     | 353,1    | 322,3     | 266,5   | 165,9   | 147,2    | 78,5      | 87,6     | 139,6    | 345,3     | 492,2   | 451,1     | 3 351,1      |
| dont neige (cm)                       | 6,8       | 9,3      | 5,9       | 0,76    | 0       | 0        | 0         | 0        | 0        | 0,05      | 3       | 6,7       | 32,4         |
| Nombre de jours avec précipitations   | 22,5      | 18,8     | 21,6      | 18,2    | 15,9    | 13,8     | 9,4       | 10       | 12       | 19,2      | 22,7    | 21,7      | 205,8        |
| Nombre de jours avec neige            | 1,8       | 2        | 1,5       | 0,32    | 0       | 0        | 0         | 0        | 0        | 0,04      | 0,65    | 1,8       | 8            |

| Diagramme climatique                                  |             |              |              |            |              |            |            |              |              |            |             |
| J                                                     | F           | M            | A            | M          | J            | J          | A          | S            | O            | N          | D           |
| 8,42,6501,8                                           | 9,21,8353,1 | 10,32,8322,3 | 12,44,3266,5 | 156,7165,9 | 17,19,2147,2 | 1910,978,5 | 19,11187,6 | 18,29,2139,6 | 13,96,4345,3 | 10,44492,2 | 8,52,6451,1 |
| Moyennes : • Temp. maxi et mini °C • Précipitation mm |             |              |              |            |              |            |            |              |              |            |             |